# Zastawki
Zastawki – różnego typu błoniaste fałdy występujące głównie w układzie krwionośnym i limfatycznym; warunkują jednokierunkowy przepływ krwi (na granicy przedsionków i komór serca, w ujściu aorty i pnia płucnego, w żyłach lub naczyniach limfatycznych).
Sztuczne zastawki serca wykonuje się z materiałów metalicznych i tworzyw sztucznych. Są wszczepiane do serca w przypadku nieodwracalnych zmian zastawek naturalnych. Stosowane są także zastawki z materiałów pochodzenia biologicznego.

## Rodzaje zastawek
1. Zastawki serca:
  - zastawki przedsionkowo-komorowe: zbudowane z tkanki łącznej zbitej zawieszonej na aparacie włóknistym serca, pokrytej fałdem wsierdzia, przyczepiające się do mięśni brodawkowatych serca (musculi papillares) za pomocą strun ścięgnistych (chordae tendineae); należą tu:
    - zastawka przedsionkowo-komorowa prawa zwana trójdzielną (valva atrioventricularis dextra lub valva tricuspidalis)
    - zastawka przedsionkowo-komorowa lewa zwana dwudzielną lub mitralną (valva atrioventricularis sinistra lub valva bicuspidalis lub valva mitralis).

  - zastawki tętnicze: tworzące kieszonki, zbudowane z jednej strony przez ścianę naczynia, a z drugiej przez trzy półksiężycowate płatki zastawkowe; na brzegu wolnym każdego z płatków prawie zawsze jest grudka płatka półksiężycowatego (nodulus valvulae semilunaris); należą tu:
    - zastawka pnia płucnego (valva trunci pulmonalis)
    - zastawka aorty (valva aortae)
2. Zastawki żylne (valvule venosae) występujące w żyłach, zbudowane z fałdów błony wewnętrznej żyły.
3. Zastawki chłonne (valvule lymphatica) występujące licznie w naczyniach chłonnych; budową przypominają zastawki żylne (fałd błony wewnętrznej), jednak większość z nich posiada w sobie włókna mięśniowe, co wskazuje na aktywny udział tych zastawek w przepływie chłonki.